# Prowincja Ferrara
Prowincja Ferrara (wł. Provincia di Ferrara) – prowincja we Włoszech.
Nadrzędną jednostką podziału administracyjnego jest region (tu: Emilia-Romania), a podrzędną jest gmina.
Liczba gmin w prowincji: 26.